# به رسمیت شناختن اتحادیه‌های همجنس‌گرایان در ژاپن

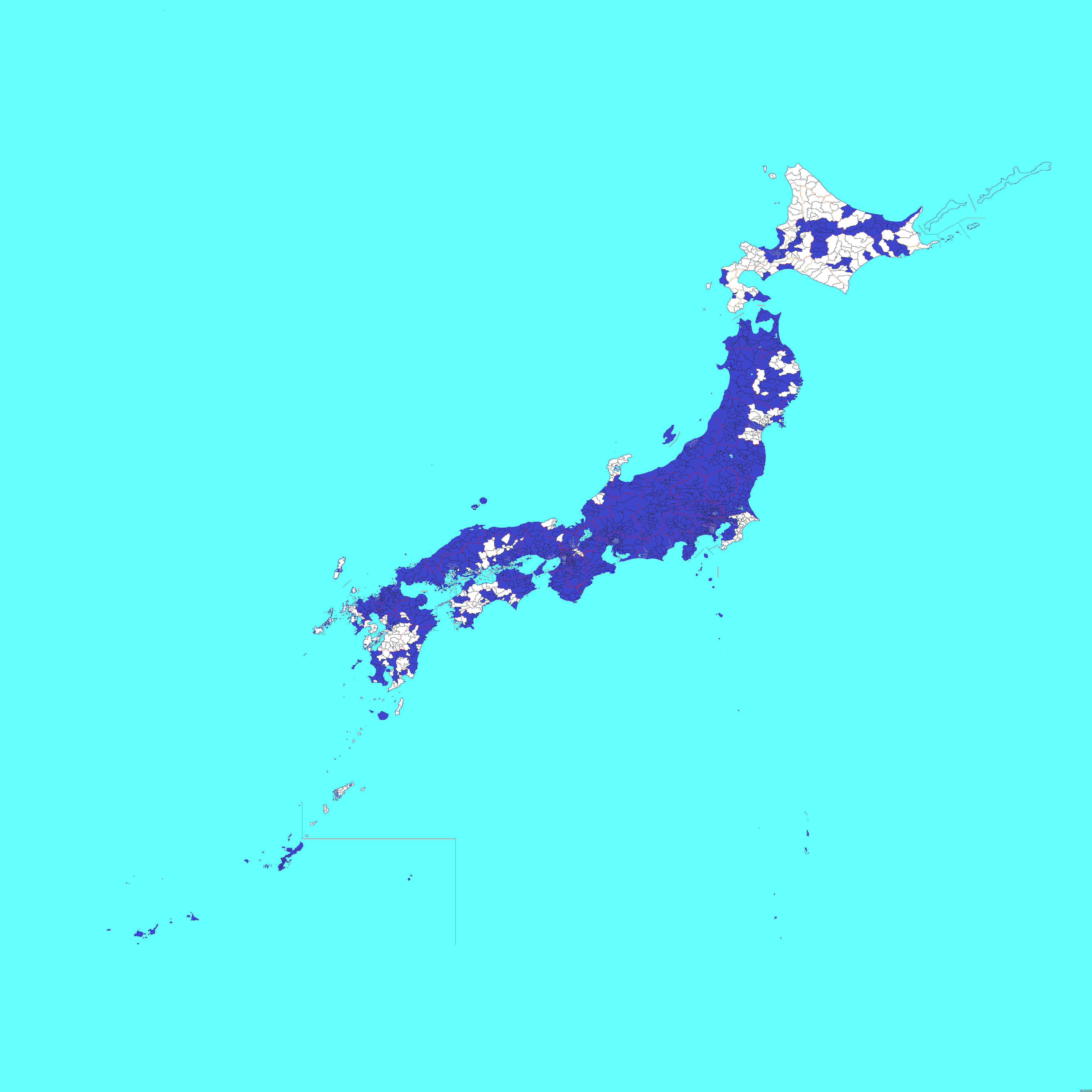
زیر‌بخش‌هایی از کشور ژاپن که برقراری رابطه میان دو همجنس مجوز دارد.

به رسمیت شناختن اتحادیه‌های همجنس گرایان در ژاپن (انگلیسی: Recognition of same-sex unions in Japan) ژاپن ازدواج همجنس گرایان یا اتحادیه‌های مدنی را به رسمیت نمی‌شناسد. ژاپن تنها کشور در گروه G7 است که اتحادیه‌های همجنس گرایان را به هیچ شکلی به رسمیت نمی‌شناسد. چندین شهرداری و استان گواهی‌های نمادین مشارکت همجنس‌گرایان را صادر می‌کنند، که برخی از مزایا را ارائه می‌کند اما هیچ‌گونه شناسایی قانونی ارائه نمی‌دهد. اکثر نظرسنجی‌های انجام‌شده از سال ۲۰۱۳ نشان می‌دهد که اکثریت مردم ژاپن از قانونی شدن ازدواج یا شراکت همجنس‌گرایان حمایت می‌کنند، و یک نظرسنجی در سال ۲۰۱۸ نشان می‌دهد که اکثریت قریب به اتفاق افراد زیر ۶۰ سال از آن حمایت می‌کنند. از نظر سیاسی، حزب دموکراتیک مشروطه ژاپن، حزب کمونیست ژاپن، حزب سوسیال دموکرات، ریوا شینسنگومی و کومیتو از قانونی کردن ازدواج همجنس‌گرایان حمایت می‌کنند. نیپون ایشین نو کای نیز از قانونی کردن ازدواج همجنس گرایان حمایت می‌کند، اما معتقد است که اصلاح قانون اساسی برای قانونی کردن آن ضروری است. با این حال، حزب لیبرال دموکرات که از سال ۱۹۵۸ تقریباً به طور مداوم در قدرت بوده‌است، همچنان مخالف آن است.